# Alexi Grewal
Pour les articles homonymes, voir Singh et Grewal.
Alexi Singh Grewal, né le 8 septembre 1960 à Aspen dans le Colorado, est un ancien coureur cycliste américain. Il a remporté la médaille d'or de la course en ligne lors des Jeux olympiques de 1984 à Los Angeles.
Il est intronisé au Temple de la renommée du cyclisme américain, avant d'en être retiré en 2017 pour des raisons d'éthique.

## Biographie
Il a deux frères, Rishi et Ranjeet, qui se sont illustrés dans les compétitions de VTT.
En avril 2008, le site internet VeloNews a publié un texte dans lequel il décrit sa consommation de produits dopants durant sa carrière, amateure comme professionnelle.

## Palmarès
- 1981
  - Mount Evans Hill Climb
  - 2e du Tour du Chili
- 1982
  - Cascade Classic
  - 7ea et 8e étapes du Tour du Chili
  - 2e du Tour du Chili
- 1983
  - 10e étape de la Red Zinger Classic
  - 6ea étape du Grand Prix Guillaume Tell
  - 8ea étape du Tour de l'Avenir
  - 2e du championnat des États-Unis sur route amateurs
- 1984
  -  Champion olympique de la course en ligne
  - Mount Evans Hill Climb
  - 8e étape du Tour du Texas
- 1986
  - 12e étape du Tour de l'Avenir
  - Munsingwear Classic :
    - Classement général
    - 3e et 5e étapes

  - 3e du Tour de l'Avenir
- 1987
  - Vulcan Tour :
    - Classement général
    - Prologue
- 1988
  - Redlands Bicycle Classic :
    - Classement générdal
    - 3e et 4e (contre-la-montre par équipes) étapes

  - Mammoth Classic :
    - Classement général
    - 2e étape
- 1989
  - Washington Trust Classic :
    - Classement général
    - 1re et 6e étapes

  - Whiskey Creek Race :
    - Classement général
    - 1re et 6e étapes

  - Athens-Zanesville
  - 4e étape de la Cascade Classic
  - 2e du Tour du Texas
  - 3e du championnat des États-Unis sur route
- 1990
  - Casper Classic :
    - Classement général
    - 2e étape

  - 4e étape de la Cascade Classic
  - Bob Cook Memorial
  - 4e étape de la Washington Trust Clasic
  - 2e de la Washington Trust Classic
- 1992
  - 10e étape du Tour DuPont
  - Tour de Bisbee :
    - Classement général
    - 1re étape
- 1993
  - Nevada City Classic
  - 5e étape de la Casper Classic

## Résultats sur les grands tours

### Tour de France
- 1986 : abandon (17e étape)